# Новосевастополь (Україна)
Новосевасто́поль — село в Україні, у Березнегуватській селищній громаді Баштанського району Миколаївської області. Населення становить 557 осіб. У селі знаходиться Церква святого Миколая Чудотворця 1895 року.